# 夏野こおり
夏野 こおり（なつの こおり）は、日本の女性声優。主にアダルトゲームで活動している。

## 人物
- 芸名の由来は、名字は「夏が好き」、名前は「他の人が付けなさそうなのにしたかった」とのこと[1]。

## エピソード
- 音泉のインターネットラジオ番組『ほめられてのびるらじおPP』の特別編（ラジオCD『ほめられてのびるらじおPP 明日の七海と逢うために特別編』）にゲスト出演した際にパーソナリティの荻原秀樹をイジメまくり、後に出演した本編（第90回、第91回）では番組恒例の「Sですか? Mですか?」でリスナーから「Sですか? ドSですか?」と質問された（第90回）。その際には番組スタッフに「S野こおり」と命名された上、後に彼女が登場した回を収録した番組CDの紹介文においては「ほめらじ二大ドS声優の一人」・「最強のドS」と説明された。また、「Sを超えた存在だ」と風音に評された上、芸名の由来についての質問に答えている最中には、遊びで春・「杉野かふん」、夏・「夏野こおり」、秋・「旬野しめじ」、冬・「S野こおり」と春夏秋冬別に名前を作っていた。
  - 2011年に『ほめられてのびるらじおPP CD Vol,16特別編』のゲストとして出演した際には企画でさらに細かく作成され、1月「松野みかん」、2月「雪野ふぶき」、3月「杉野かふん」、4月「蝶野はなみ」、5月「茶派野よつば」、6月「梅雨野すもも」、7月「海野はなび」、8月「夏野こおり」、9月「月野だんご」、10月「旬野しめじ」、11月「秋野おちば」、12月「S野こおり」と、“月ごとに芸名の変わる声優”という扱いを受けてしまった。
- 上記の言動から、ファンから「自由人」・「フリーダム」等と呼ばれているが、本人は嫌がっており、同番組に再出演した際や、自身が司会を務めるインターネットラジオ番組『島と海と☆こいそらじお』内で抗議していた（ただし「ほめらじ」第90・91回放送では特に嫌がったりせず、自由人であることを肯定していた）。

### 島と海と☆こいそらじおでのエピソード
2009年と2010年に月城真菜と共に担当。2009年放送分では、フリートーク中心の内容だったが、その内容が期待されていたガールズトークとは（話題が）あまりにもかけ離れており、番組スタッフやリスナーからツッコミを受けた。2010年放送分では、「“緑茶ラジオ”になんないかな?」と発言し、その後も度々発言しているうちに月城とリスナーが便乗するようになり、番組の目標のようにしてしまっていた。

## 出演
太字は主役もしくはヒロイン。

### OVA
- 放課後 〜濡れた制服〜（2005年、水野 明里）
- TRUE BLUE 外伝「わたしの大事に守ってきたもの、捧げます」（2005年、茅）
- Grope 〜闇の中の小鳥たち〜（2007年、千寿水羽）
- 春恋*乙女 〜乙女の園で逢いましょう。〜（2008年、芹沢 結衣佳）
- 炎の孕ませ同級生（2008年、北守 千尋）
- きみはぐ（2009年、結城 えみり）
- あきそら〜夢の中〜（2010年、葵アキ）
- ももいろみるく2（2015年、石居）

### ゲーム

#### 2004年
- キャリばん（ソルネ）
- 黒よりも昏い青（天野 沙知香、天野 昇）
- ホワイトブレス 〜with faint hope〜（一ノ瀬 未緒）

#### 2005年
- 桜華 -おうか-（ソルネ）
- 仰せのままに★ご主人様!（成瀬 南）
- 狂い咲きヴァージンロード（マリス・ベルオーブ）
- サナララ（椎名 希未）
- ふた魔女（永森ココア）
- MERI+DIA 〜マリアディアナ（シータ）

#### 2006年
- キミの声がきこえる（飯塚 美由紀）
- こんな娘がいたら僕はもう…!!（小松 あすか）
- Scarlett（アメリア・ウィークス）
- Triptych（マヤ）

#### 2007年
- きみはぐ（結城 えみり）
- 世界でいちばんNGな恋（陽坂 美都子）
- ナギサの（早川 夏生）
- ナツメグ（東雲 由佳子）

#### 2008年
- 明日の七海と逢うために（七海 真奈美）
- いじわる My Master（桜上水 くるみ）
- コンチェルトノート（今里 和奏）
- どこでもすきしていつでもすきして（東峰 陽奏）
- こんぼく麻雀 〜こんな麻雀があったら僕はロン!〜（小松 あすか）
- 夏空カナタ（上坂 茅羽耶）
- 晴れハレは〜れむ（秋山 琴子）

#### 2009年
- Canvas3 〜白銀のポートレート〜（朝里 利奈）
- 死神の接吻は別離の味（琥珀）
- スズノネセブン!（鷹取 柚子里）
- スズノネセブン! -Sweet Lovers' Concerto-（鷹取 柚子里）
- 77 〜And, two stars meet again〜（星庭 宙）
- 天神乱漫 -LUCKY or UNLUCKY!?-（烏羽 紫）
- 〜パンツを見せること、それが……〜 大宇宙の誇り（リレット・オルトフォン）
- みここ!（蒼衣 心菜）
- メモリア（ハルナ＝エレンディル）
- W.L.O. 世界恋愛機構（沖田 恵）
- W.L.O. 世界恋愛機構 L.L.S. -LOVE LOVE SHOW- 初回版（沖田 恵）

#### 2010年
- Orange Memories（華薪 真澄）
- 恋色空模様（伊東 美琴）
- 黄昏のシンセミア（岩永 翔子）
- Tiny Dungeon 〜BLACK and WHITE〜（アミア＝ルゥム）
- のーぶる☆わーくす（正宗 静流）
- 初恋サクラメント（夜咲 星見）
- りとるらびっつ -わがままツインテール-（牧島 あずさ）
- 77 〜beyond the Milky Way〜（星庭 宙）

#### 2011年
- 赤ずきんと迷いの森（赤ずきん〈ティアナ〉）
- 極道の花嫁（アメリア・カメリア）
- 猫撫ディストーション（柚）
- ラブラブル 〜lover able〜（琴宮 千夏）
- デュエリスト×エンゲージ（槙野 萌菜香）
- CAFE SOURIRE（水島 香澄）[2]
- キミとボクとエデンの林檎（鏑木 琉奈）
- 初恋タイムカプセル 〜幼馴染とキャッキャうふふ〜（赤澤 優菜）
- 君を仰ぎ乙女は姫に（江夏 あやめ）
- 久遠の絆（斎 栞）
- 神採りアルケミーマイスター（クレアンヌ）
- White 〜blanche comme la lune〜（マリカ・ロード・メロヴィング）[3]
- めちゃ婚!（神島 楓）
- 妹スタイル（小梅）
- ぜっちょースパイラル!!（鈴白 風花）[4]
- ワルキューレロマンツェ 少女騎士物語（リサ・エオストレ）[5]
- ラブライド・イヴ（夏目 向日葵）[6]
- 理-コトワリ- 〜キミの心の零れた欠片〜（円谷 みなも）[7]
- よめはぴ〜You make happy!〜（清乃宮 みつ）[8]
- たいせつなきみのために、ぼくにできるいちばんのこと（白川 小鳩）[9]
- 七つのふしぎの終わるとき（古宮 エリス）[10]
- 夢みる月のルナルティア（エノラ・テトラピア）
- 世界でいちばんNGな恋 ふるはうす（陽坂 美都子）[11]
- あっぱれ!天下御免（越後屋 山吹）[12]

#### 2012年
- 同棲ラブラブル（琴宮 千夏）[13]
- DRACU-RIOT!（矢来 美羽）[14]
- 猫撫ディストーション Exodus（柚）[15]
- 乙女が紡ぐ恋のキャンバス（烏丸 紫月）[16]
- ずっとつくしてあげるの!（羽深 璃子）[17]
- ゆきいろ 〜空に六花の住む町〜（宮沢 あきら）[18]
- Angel Guard（リサ・オトワ・ウイリアムズ）[19]
- 恋妹SWEET☆DAYS（八千穂 葵）[20]
- 紅蓮華 -ぐれんか-（エウスリーゼ）[21]
- 初恋1/1（月島 叶）
- 終わる世界とバースデイ（織塚 美咲）[22]
- 魔王のくせに生イキだっ!（メイシャオ）[23]
- イモウトノカタチ（清宮 真結希）[24]
- Justy×Nasty 〜魔王はじめました〜（神威 みかる）[25]
- 第二音楽室へようこそっ!!（如月 歌南）[26]
- SINCLIENT（柳瀬 舞）[27]
- 彼女はオレからはなれない（桜井 柚季）[28]
- ウィッチズガーデン（柴門 水澄）
- あっぱれ!天下御免［祭］（越後屋 山吹）[29]
- サナララR（椎名 のぞみ）[30]
- 黄昏の先にのぽる明日 -あっぷりけFanDisc-（今里 和奏[31]、岩永 翔子[32]）
- 俺と5人の嫁さんがラブラブなのは、 未来からきた赤ちゃんのおかげに違いない!?（芳野 蛍）

#### 2013年
- 天色*アイルノーツ（白鹿 愛莉）[33]
- 向日葵の教会と長い夏休み（夏咲 詠）[34]
- ずっとすきして たくさんすきして（蓬左 秋奈）[35]
- プリズム◇リコレクション!（連城 紗耶香）[36]
- ゆめこい 〜夢見る魔法少女と恋の呪文〜（姫乃実 みるく）[37]
- らぶおぶ 恋愛皇帝 of LOVE!（一之瀬 ルキナ）
- 恋咲く都に愛の約束を 〜Annaffiare〜（大洸 和歌子）[38]
- LOVELY×CATION2（成川 姫）[39]
- 少女神域∽少女天獄 -The Garden of Fifth Zoa-（壟峯 碧織）[40]
- ラブesエム（水城 彩華）[41]
- カルマルカ*サークル（夏目 暦）[42]
- 魔王のくせに生イキだっ!2 〜今度は性戦だ!〜（メイシャオ）
- 執事が姫を選ぶとき（桂ノ宮 沙耶）
- ギャングスタ・リパブリカ（水柿こおり）

#### 2014年
- 終わる世界と双子座のパラダイス（織塚 美咲）[43]
- Endless Dungeon（アミア＝ルゥム）[44]
- 英雄*戦姫GOLD（マリー・アントワネット）[45]
- 恋する夏のラストリゾート（杵築 莉帆）[46]
- Golden Marriage（天谷 玲）[47]
- サキガケ⇒ジェネレーション!（敷島 なつめ）[48]
- 偽骸のアルルーナ（ティリア）[49]
- 魔王のくせに生イキだっ!とろとろトロピカル!（メイシャオ・シー・カオリャンチュウ）[50]
- 南十字星恋歌（波佐見 都）[51]
- ワルキューレロマンツェ Re:tell（リサ・エオストレ）
- 彼女と俺と、恋するリゾート 〜彼女と俺と恋人と。＆恋する夏のラストリゾート Wファンディスク〜（杵築 莉帆）[52]
- トロピカルVACATION（神楽坂 波音）[53]
- 春風センセーション!（藤ノ宮 伊織）[54]
- ギャングスタ・アルカディア（水柿こおり）

#### 2015年
- あま恋シロップス 〜恥じらう恋心でシたくなる甘神様の恋祭り〜（十六夜 小夜）[55]
- Golden Marriage -Jewel Days-（天谷 玲）[56]
- ワルキューレロマンツェ Re:tell II（リサ・エオストレ）
- すみれ（佐々木 雛姫 / ピンク）[57]
- ハルウソ-Passing Memories-（和泉 葵）[58]

#### 2016年
- ナツウソ -Ahead of the reminiscence-（和泉 葵）
- D.S. -Dal Segno-（邑崎 遥月）[59]
- KARAKARA（アイシア・メイフィールド）
- アキウソ -The only neat thing to do-（和泉 葵）

#### 2017年
- ラムネ2（神谷 りえ）
- 緋のない所に烟は立たない -緋修離と一蓮托生の女たち-（布田楽 由利）
- D.S. i.F. -Dal Segno- in Future（邑崎 遥月）
- フユウソ -Snow World End-（和泉 葵）
- KARAKARA2（アイシア・メイフィールド）

#### 2020年
- 恋する乙女と守護の楯 Re:boot The "SHIELD-9"（2020年 - 2021年、桜庭優[60][61]）- 2作品

#### 2021年
- 源平繚乱絵巻 -GIKEI-（平 知盛[62]）

#### 2023年
- 天使☆騒々 RE-BOOT!（高楯 オリエ）[63]

### オンラインゲーム
- アイオライトリンク（フェン）
- ソウル戦記S（石田 美恵）
- UNITIA 神託の使徒×終焉の女神（ガレサ、ツキミ）

## CD

### キャラクターソング
- 世界でいちばんNGな恋　HEART WARMING SONG Vol.1（陽坂 美都子）
- のーぶる☆わーくす キャラクターソング Vol.3（正宗 静流）
- DRACU-RIOT! キャラクターソング Vol.1「Love Incident」（矢来 美羽）
- 天色*アイルノーツ キャラクターソング Vol.3「アオゾラキャンパス」（白鹿 愛莉）
- 夢みる月のルナルティア サウンドステージ（2011年11月25日）
- ウィッチズガーデン キャラクターソングCD vol.4 柴門水澄＆柴門えくれあ「カラフルキャンディー」（柴門水澄＆柴門えくれあ（藤咲ウサ））

### ドラマCD
2008年
- いじわる My Master ドラマCD「いつか巡り合うために」（桜上水 くるみ）

2010年
- あきそら（葵 アキ）[64]

## インターネットラジオ
- 島と海と☆こいそらじお（音泉：2009年4月16日 - 10月29日、2010年3月11日 - 9月23日、2010年12月9日 - 2011年12月1日）
- りとるらびっつ わがままツインテラジオ
- ラジオ「ラブライド・イヴ」いちゃラブ放送局、ラジオ! 「ラブライド・イヴ」 いちゃラブ放送局 感謝祭スペシャル
- 猫撫ディストーションExodus 可能性追求ラジオ
- プリズム◇リコレクション!☆☆☆ラジオ!
- みなこい☆らじお（音泉：2013年10月3日 - 2014年10月2日）[51]